# 李念 (嘉靖進士)
李念（1507年—？），字惟克，號松溪，山西太原府平定州人，軍籍，明朝政治人物。

## 生平
嘉靖十年（1531年）辛卯科山西鄉試第二十名舉人。嘉靖十四年（1535年）中式乙未科會試第一百九十三名，登第三甲第一百三十八名進士。十五年任浙江钱塘县知县。二十一年十一月选授刑科给事中，二十四年八月升礼科右，巡视京营，二十五年出为归德府知府。二十九年罢官归，州人朱绘为其撰写墓志铭。著作有《越中吟》、《松溪文稿》、《松溪乐府古律诗类稿》等。

## 家族
曾祖李璞；祖父李鳳，號雙崖，曾任遇例冠帶，以子李應庚貴封順天府推官；父李應奎，號潭水，正德五年庚午舉人，曾任鞏昌府、庐州府教授、王府紀善、晉府長史。母董氏；繼母穆氏；繼母呂氏。重庆下。弟李愈，同科進士；李慈；李慤；李稔；李意；李感；李懇；李黨；李憑；李總。叔李應箕，舉人；李應斗，邑庠生。